# Zizeeria annetta
Zizeeria annetta är en fjärilsart som beskrevs av Lambertus Johannes Toxopeus 1929. Zizeeria annetta ingår i släktet Zizeeria och familjen juvelvingar. Inga underarter finns listade i Catalogue of Life.